# Було літо... (мультфільм)
«"Було літо…"» — український анімаційний фільм 2003 року студії Укранімафільм, автор сценарію та режисер — Марина Медвідь.

## Сюжет
Фільм створено за мотивами казок Даніїла Хармса.

## Над фільмом працювали
- Автор сценарію та режисер: Марина Медвідь (у титрах Маша Медвідь);
- Художник-постановник: Сергій Міндлін;
- Композитор: Сергій Степаненко;
- Кінооператор: Анатолій Гаврилов;
- Аранжувальник: Ернест Гранн;
- Звукооператор: Людмила Роман;
- Анімація: Марина Медвідь (у титрах Маша Медвідь);
- Художники: Марина Ольшевська, Олена Короткевич, Наталія Тарабарова, Наталія Лисенко, Тетяна Суліз, Наталія Хмелевська, Ванда Литвин;
- Асистенти: Олена Короткевич, Влад Костецький;
- Редактор: Світлана Куценко;
- Монтаж: Юна Срібницька (у титрах Юна Сребницька);
- Пісня у виконанні: Дует хлопчиків студії "Фільм Плюс" під керівництвом Михайла Крупієвського, хлопчики: Костянтин Панченко, Ернест Гранн;
- Редактор: Світлана Куценко;
- Директор знімальної групи: В'ячеслав Кілінський (у титрах Вячеслав Кілінський).

### Ролі озвучили:
- Юрій Коваленко.